# Manuel María del Mármol

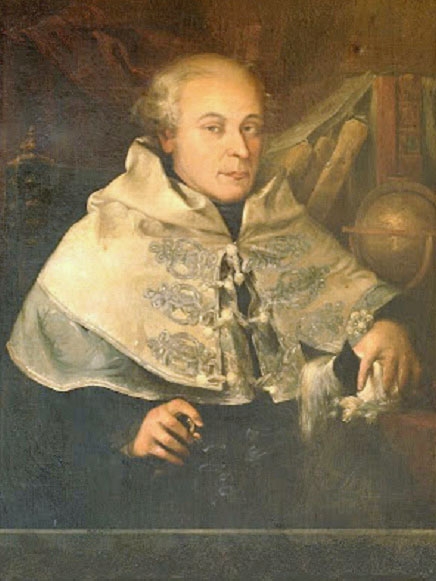
Manuel María del Mármol

Manuel María del Mármol y Martínez (Sevilla, 8 de octubre de 1769 - Sevilla, 21 de diciembre de 1840). Poeta, clérigo y catedrático de Filosofía en la Universidad de Sevilla, en la que introdujo la Física Moderna.

## Biografía
Fue tutor y amigo de José María Blanco White, rector de la Universidad de Sevilla y de la Sociedad Económica de Amigos del País de Sevilla durante el Trienio Liberal (1820 - 1823). Tuvo entre sus alumnos más aplicados al humanista lebrijano Miguel Rodríguez Ferrer. Fue Capellán real y catedrático de Filosofía experimental, autor entre otras cosas de la Idea de los Barcos de Vapor (Sanlúcar de Barrameda, 1817), y de El Sistema de Copérnico en Verso (Sevilla, 1818). Fue impulsor de trabajos de la Academia de Letras Humanas y de la Real Academia Sevillana de Buenas Letras. Tuvo una relación de amistad también con el matemático y poeta Alberto Lista.